# Corybas nanus
Corybas nanus är en orkidéart som beskrevs av Pieter van Royen. Corybas nanus ingår i släktet Corybas, och familjen orkidéer.
Artens utbredningsområde är Papua Nya Guinea. Inga underarter finns listade i Catalogue of Life.